# Zentula vittata
Zentula vittata är en tvåvingeart som beskrevs av Mcalpine 1985. Zentula vittata ingår i släktet Zentula och familjen myllflugor. Inga underarter finns listade i Catalogue of Life.